# 공동묘지

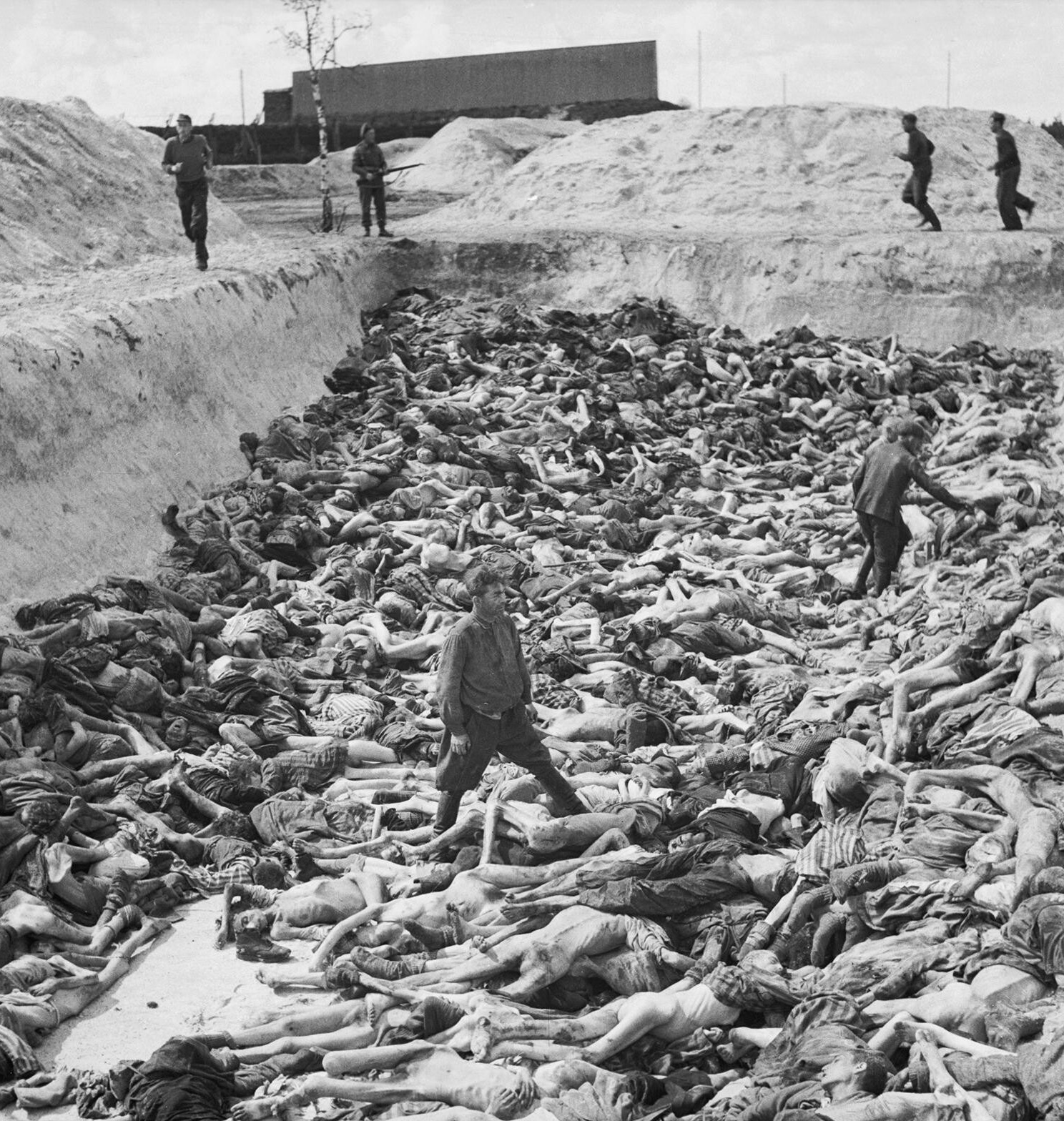

공동묘지(共同墓地)는 한 지방에서 여러 사람이 공동으로 쓸 수 있게 일정한 곳에 마련하여 둔 묘지이다.
무덤과 주거 지역이 가까운것에 대한 거부감 때문에 주로 외진 장소에 있으며, 혈연집단이 소유한 것을 선산이라 하고, 국가가 소유한 것을 국립묘지라고 일컫는다. 그리고 역사가 오래된 종교에서는 각 단체나 교회가 공동묘지를 소유하며, 유럽과 아메리카에서는 각 마을별로 공동묘지가 있는 경우도 있다. 문화권에 따라서 그 모습도 다양하다.
역사적으로도 오래전부터 이루어진 매장 방식으로 프랑스의 카타콤등이 대표적이다. 종교적인 이유로도 행해졌으나 주로 자연재해나 전염병, 전쟁, 기근등으로 인해 시체를 처리하기 힘들어졌을 때 시행하였다. 미확인 사망자의 경우에도 공동묘지에 매장되었다.
21세기에 이르러서는 묘지라는 어감의 이미지 때문에 귀신을 연상케 하여 공동묘지라는 말보다는 보다 완곡한 표현으로 추모 공원이라는 호칭으로 자주 사용된다.

## 같이 보기
- 스레브레니차 집단학살
- 부코바르 학살